# Ilha do Paranoá

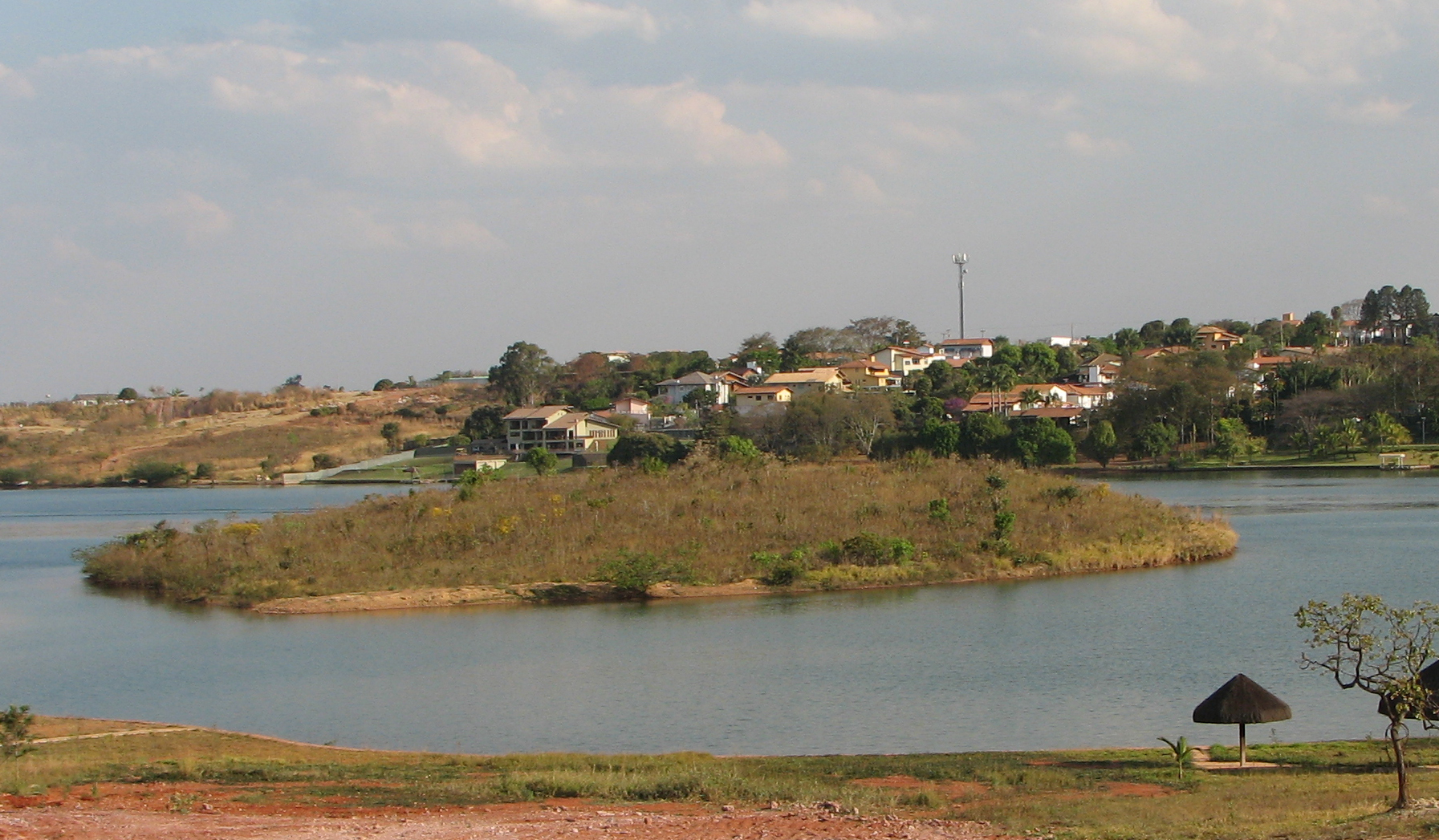
A ilha, com casas do Lago Norte ao fundo.

A Ilha do Paranoá é uma das três ilhas do Lago Paranoá, em Brasília, sendo maior que as outras duas, as Ilhas do Retiro e dos Clubes. As três foram formadas por picos que não desapareceram durante a subida das águas do lago artificial em 1959. Está localizada próxima da ML 4 do Lago Norte.
Tem aproximadamente 1,54 hectares, medindo 110 metros na maior largura, e 140 metros no maior comprimento. A ilha tem poucas praias para banho, tendo grandes rochas na orla nordeste e barrancos altos na maior parte do restante da orla.
Até os anos 1990, era possível chegar a pé ou de carro até ela, devido a altura da água que separava a ilha da cidade ser de apenas quarenta centímetros e a distância ser entre dez e vinte metros. A Associação Pró Lago Norte, com autorização do governo distrital, aprofundou o canal a pedido dos moradores da região em 1994, incomodados com as festas que aconteciam no local devido ao fácil acesso. Depois disso, a ilha passou a ser frequentada apenas por pescadores, que não geram tantos danos ambientais.
Essa necessidade de intervenção e a própria intervenção foram fatores que levaram a ilha, junto das outras duas, a ser declarada Reserva Ecológica pela lei distrital nº 1612 de 1997. Por seu isolamento, a ilha se recuperou, tendo sido registrada nela mais de dezesseis espécies vegetais, como o ipê amarelo, o chapéu-de-couro, o pau-santo, a carne-de-vaca, o pau-terra, a paineira do cerrado e dois tipos de palmeiras.